# Albert Homs i Aguilar
Albert Homs i Aguilar (Mataró, 23 de maig de 1994) és un jugador de bàsquet català.
Format inicialment en el CB Mataró, va passar a les categories inferiors del Club Joventut de Badalona, amb el qual 12 de desembre 2010 va debutar amb el primer equip, com el quart jugador més jove en debutar a la lliga. Des de 2012 juga de Base en el Club Bàsquet Prat, en la Lliga LEB Plata.

## Palmarès
- 2005-2006. Campió d'Espanya Mini amb la selecció Catalana.
- 2007-2008. Subcampió d'Espanya Infantil.
- 2007-2008. Subcampió d'Espanya Infantil amb la selecció Catalana.
- 2009-2010. Tercer d'Espanya Cadet amb la selecció Catalana.
- 2009-2010. Subcampió d'Espanya Cadet.
- 2009-2010. Cinquè d'Europa amb la selecció Espanyola.